# Eleanor Roosevelt National Historic Site

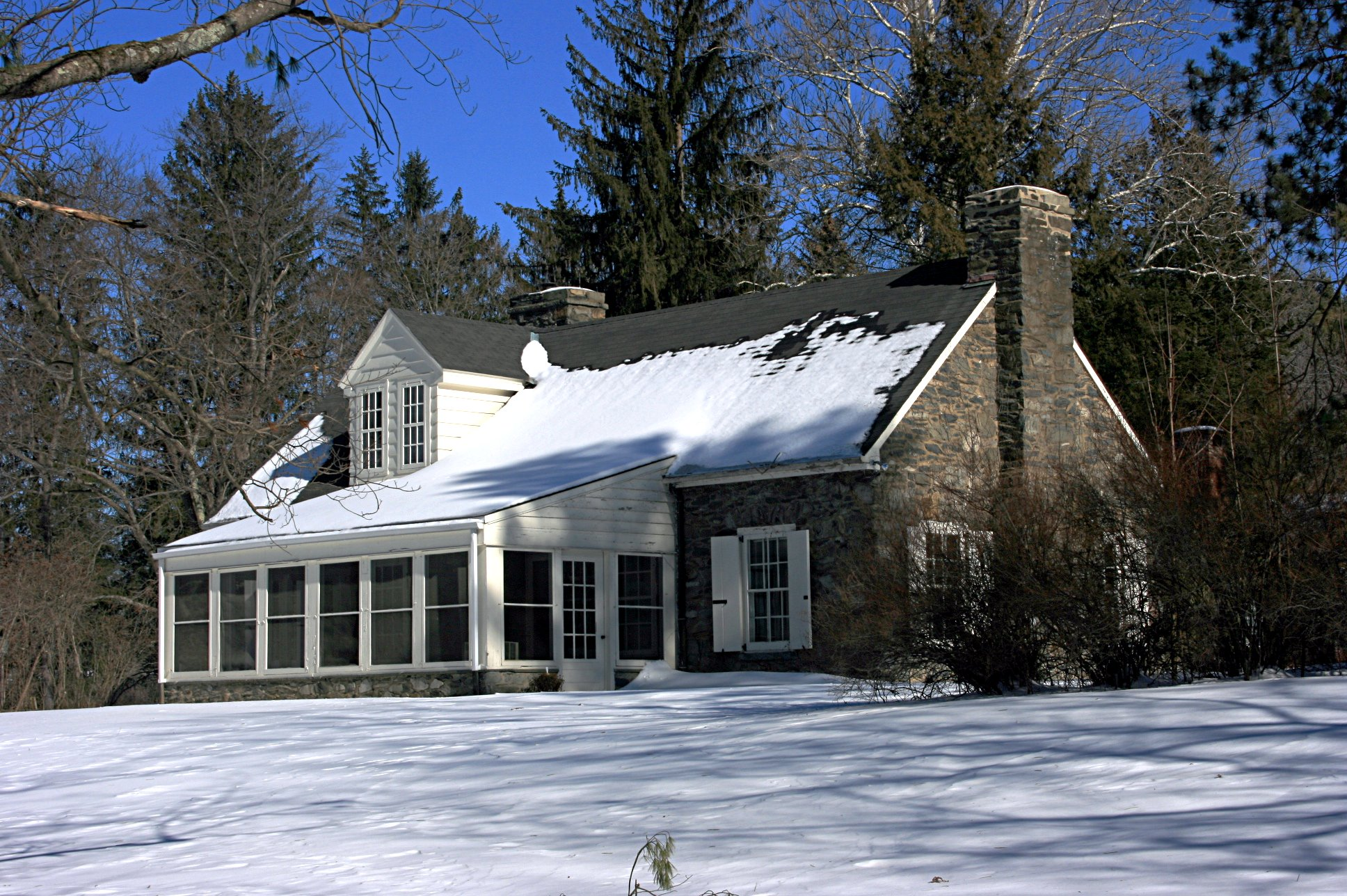
Casă de piatră la Val-Kill

Eleanor Roosevelt National Historic Site (Val-Kill) este un domeniu istoric pe care se găsește casa lui Eleanor Roosevelt, soția lui Franklin Delano Roosevelt. Protejat prin lege, Val-Kill se întinde pe o suprafață de 0.73 km2. 

## Istoria locului
FDR și-a încurajat soția să dezvolte proprietatea ca pe un loc în care putea să își materializeze ideea de a crea locuri de muncă peste iarnă pentru muncitorii și femeile din zone rurale. Ea a numit locul Val-Kill, ceea ce se traduce „curs de cascadă”. în dialectul olandez vorbit în zonă. 
În 1977 președintele Jimmy Carter a semnat o proclamație, transformând domeniul în Eleanor Roosevelt National Historic Site (în traducere „Situl național istoric Eleanor Roosevelt”).

## Vezi și
- Springwood